# التعليم في جنوب السودان

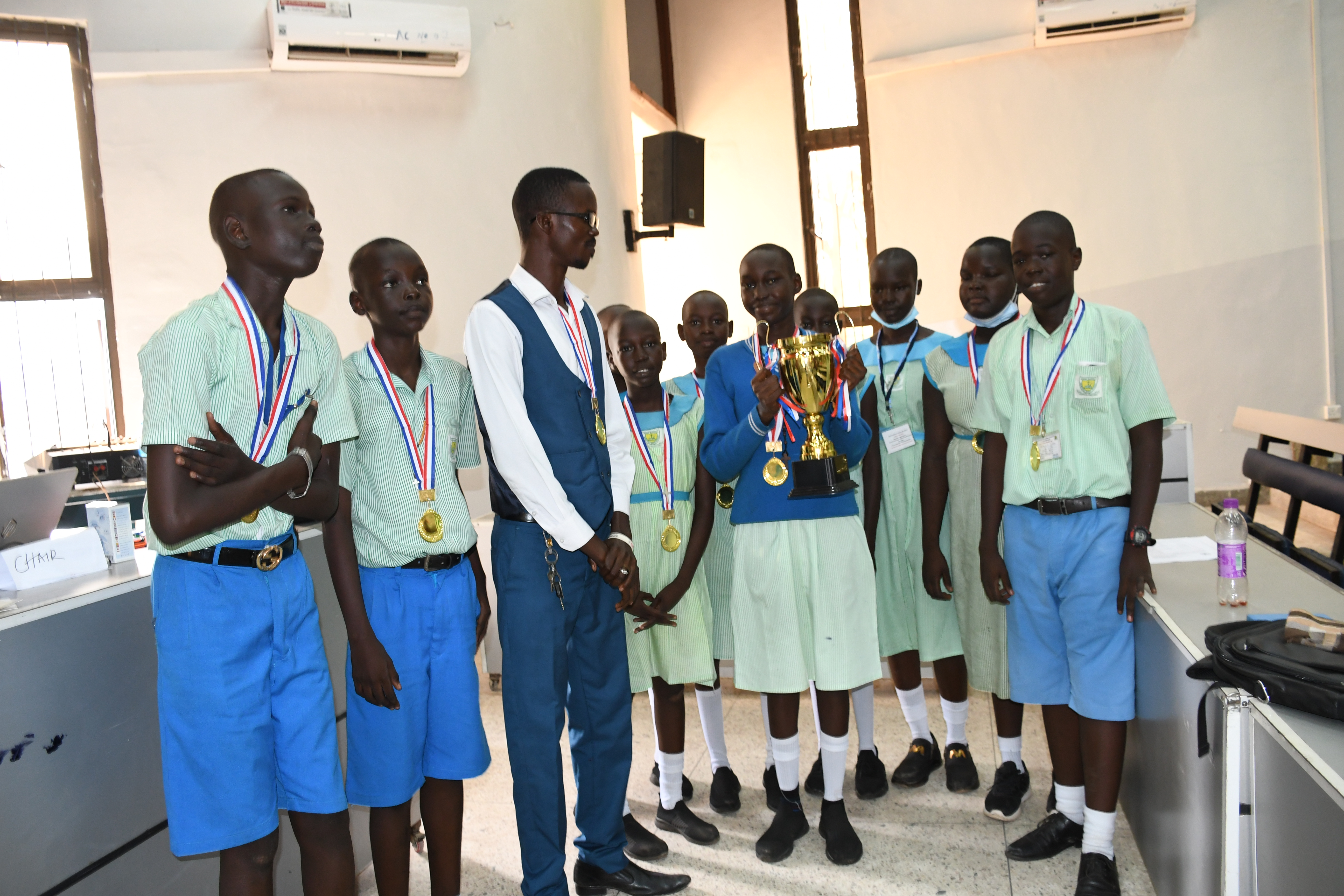
الفائزون في مسابقة التهجئة في جنوب السودان لعام 2022

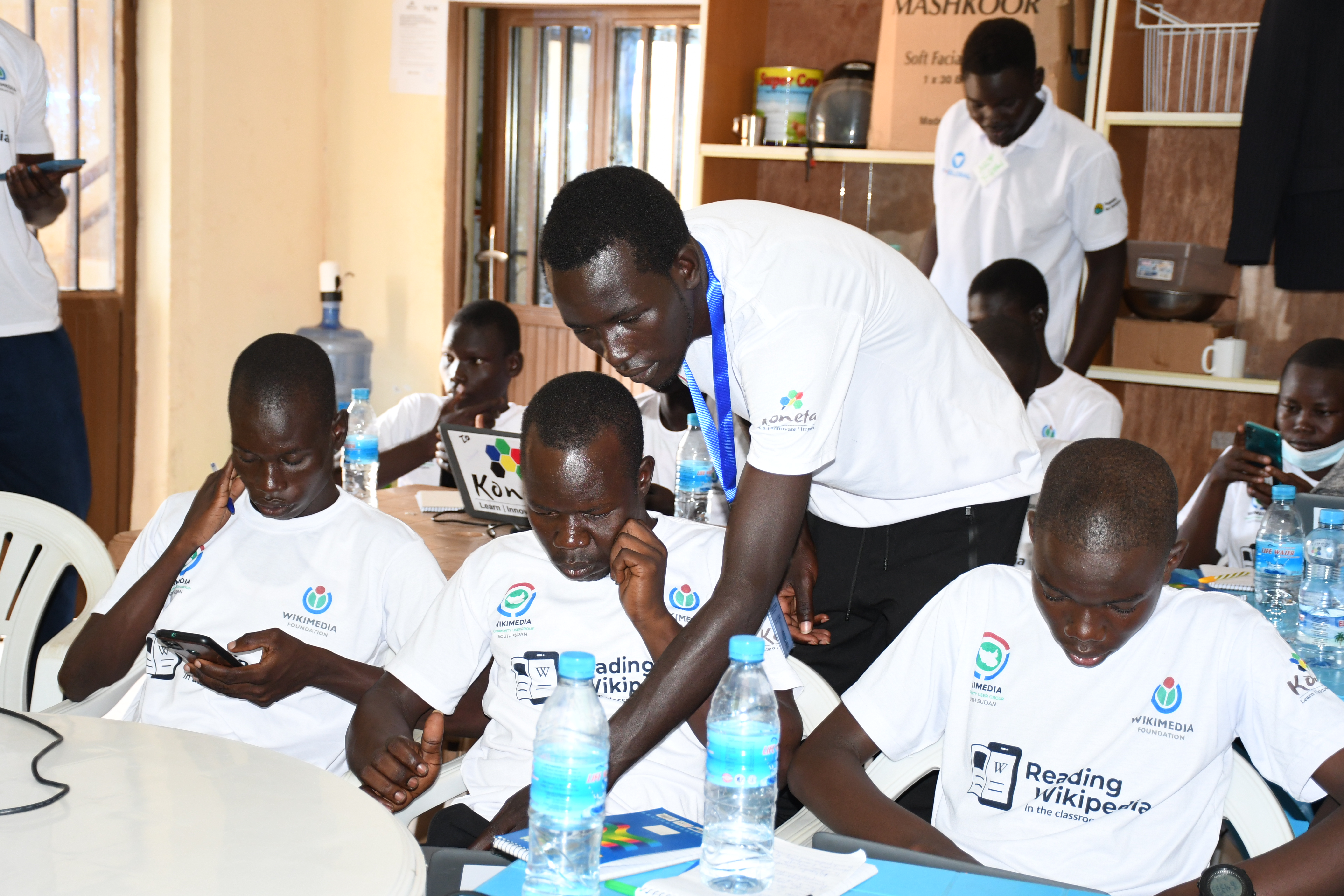
مستخدمو ويكيميديا يقومون بتدريب الطلاب

تم تصميم التعليم في جنوب السودان على غرار النظام التعليمي لجمهورية السودان. يتكون التعليم الابتدائي من ثماني سنوات، تليها أربع سنوات من التعليم الثانوي، ثم أربع سنوات من التعليم الجامعي؛ نظام 8 + 4 + 4، المعمول به منذ عام 1990. اللغة الأساسية على جميع المستويات هي اللغة الإنجليزية، مقارنة بجمهورية السودان، حيث لغة التدريس هي اللغة العربية. هناك نقص حاد في مدرسي اللغة الإنجليزية والمعلمين الناطقين باللغة الإنجليزية في المجالات العلمية والتقنية.